# STS-61-A
STS-61-A foi a vigésima segunda missão a utilizar um ônibus espacial. Ela foi uma missão científica do Spacelab reservada pela Alemanha Ocidental, visto o nome da carga D-1 (para Deutschland 1), que realizou um total de 76 experimentos. Foi a primeira missão do ônibus espacial com oito tripulantes e a última missão bem sucedida da Challenger.

## Tripulação
| Posição                  | Astronautas        |
| ------------------------ | ------------------ |
| Comandante               | Henry Hartsfield   |
| Piloto                   | Steven Nagel       |
| Especialista de missão 1 | Bonnie Dunbar      |
| Especialista de missão 2 | James Buchli       |
| Especialista de missão 3 | Guion Bluford      |
| Especialista de carga 1  | Reinhard Furrer    |
| Especialista de carga 2  | Ernst Messerschmid |
| Especialista de carga 3  | Wubbo Ockels       |

## Parâmetros da missão
- Massa:
  - Decolagem:  110 568 kg
  - Aterrissagem:  97 144 kg
  - Carga:   14 451 kg
- Perigeu: 319 km
- Apogeu: 331 km
- Inclinação: 57,0°
- Período: 91,0 min

## Hora de acordar
- 2° Dia: Lay Lady Lay, de Bob Dylan.
- 3° Dia: Stand by Me, de Ben E. King.
- 4° Dia: Only You, do grupo The Platters.
- 5° Dia: Help!, do grupo The Beatles.
- 6° Dia: Imagine, de John Lennon.
- 7° Dia: For You, de Prince.

## Principais fatos
O ônibus espacial Challenger decolou da Plataforma A, no Complexo de Lançamento 39 do Centro Espacial John F. Kennedy, às 12h00 EST de 30 de Outubro de 1985. Esta foi a primeira missão com um ônibus espacial largamente financiada e operada por outra nação, a Alemanha Ocidental. Ela também foi a primeira missão a carregar um grupo de oito astronautas. O objetivo primário era operar uma série de experimentos, sendo a maioria relacionados a funções em microgravidade, na Spacelab D-1, o quarto voo de um Spacelab. As outras duas missões eram o lançamento do Global Low Orbiting Message Relay Satellite (GLOMR) de um pacote Getaway Special no compartimento de cargas, e operar cinco experimentos em processamento de materias montados no compartimento de carga em uma dispositivo especial chamado de German Unique Support Structure. 
A NASA operou o ônibus espacial, e foi a responsável pelas funções de controle e segurança durante o voo. A Alemanha Ocidental foi responsável pelas pesquisas científicas realizadas durante a missão de sete dias. Para realizar esta função os controladores em terra da Alemanha trabalharam muito proximamente do pessoal em órbita, operando no German Space Operations Center em Oberpfaffenhofen, na Alemanha Ocidental. O grupo em órbita se dividiu em dois times, e operou 24 horas por dia. As comunicações foram muitos boas durante a missão e o comando de terra e o grupo em órbita interagiram regularmente. O sistema geral das operações de controle de espaçonave de um centro e os experimentos com funções de controle secundárias funcionaram suavemente na prática. 
O satélite GLOMR foi lançado com sucesso durante a missão. Os cinco experimentos montados na estrutura separada atrás do módulo Spacelab obtiveram boas informações. O Challenger pousou na Pista 17 da Base Aérea de Edwards em 6 de novembro de 1985. As rodas pararam de rodar às 12h45 p.m. EST, após uma missão com duração de 7 dias e 45 minutos. Os membros do grupo eram Henry W. Hartsfield, Jr., comandante; Steven R. Nagel, piloto; Bonnie J. Dunbar, James F. Buchli e Guion S. Bluford, especialistas da missão; e Ernst Messerschmid e Reinhard Furrer, Alemanha Ocidental, junto com Wubbo Ockels, Agência Espacial Européia, especialistas de carga, realizaram cerca que 75 experimentos numerados, a maioria sendo realizada mais de uma vez. Alguns destes experimentos tiveram predecessores que retornaram informações obtidas em voos anteriores. Isto tornou possível preparar experimentos que eram a 'segunda geração' considerando o conceito técnico e a instalação do experimento. Praticamente todos os experimentos tiraram vantagem do ambiente de microgravidade para realizar os trabalhos impossíveis, ou muito difíceis de realizar, na Terra. A área principal de concentração era a ciência dos materiais, na qual a Alemanha Ocidental é muito bem desenvolvida. 
As áreas primárias de concentração dos experimentos eram: física dos fluídos, com experimentos em capilaridade, convecção de Marangoni, fenômeno da difusão, e ponto crítico; experimentos com solidificação; crescimento de cristal singular; compostos; biológicos, incluindo funções de células, processos de desenvolvimento, e a habilidade das plantes em perceber a gravidade; médicos, incluindo as percepções gravitacionais dos humanos, e seus processos de adaptação no espaço; e estudo de interação instantânea com as pessoas trabalhando no espaço. 
Um item do equipamento de interesse incomum era o Vestibular Sled, uma contribuição de ESA consistindo de um assento para testes que podia ser movido para frente ou para trás com aceleração e paradas precisamente controladas, através de trilhos fixados no chão do corredor do Spacelab. Tirando medidas detalhadas da pessoa sentada no assento, os cientistas obtiveram informações sobre a organização funcional dos sistemas humanos vestibular e de orientação, e o processo de adaptação vestibular sobre microgravidade. Os experimentos de aceleração foram combinados com estimulações térmicas da orelha interna e estimulações optocinéticas do olho. 
Com tudo, esta foi a maior série de experimentos realizados na área de processamento de materiais no espaço e atividades humanas associadas realizada até o momento, sendo uma rica adição ao conhecimento humano. As informações obtidas irão requerer anos de análise.